# Butha-Buthe
Koordinaten: 28° 46′ S, 28° 15′ O

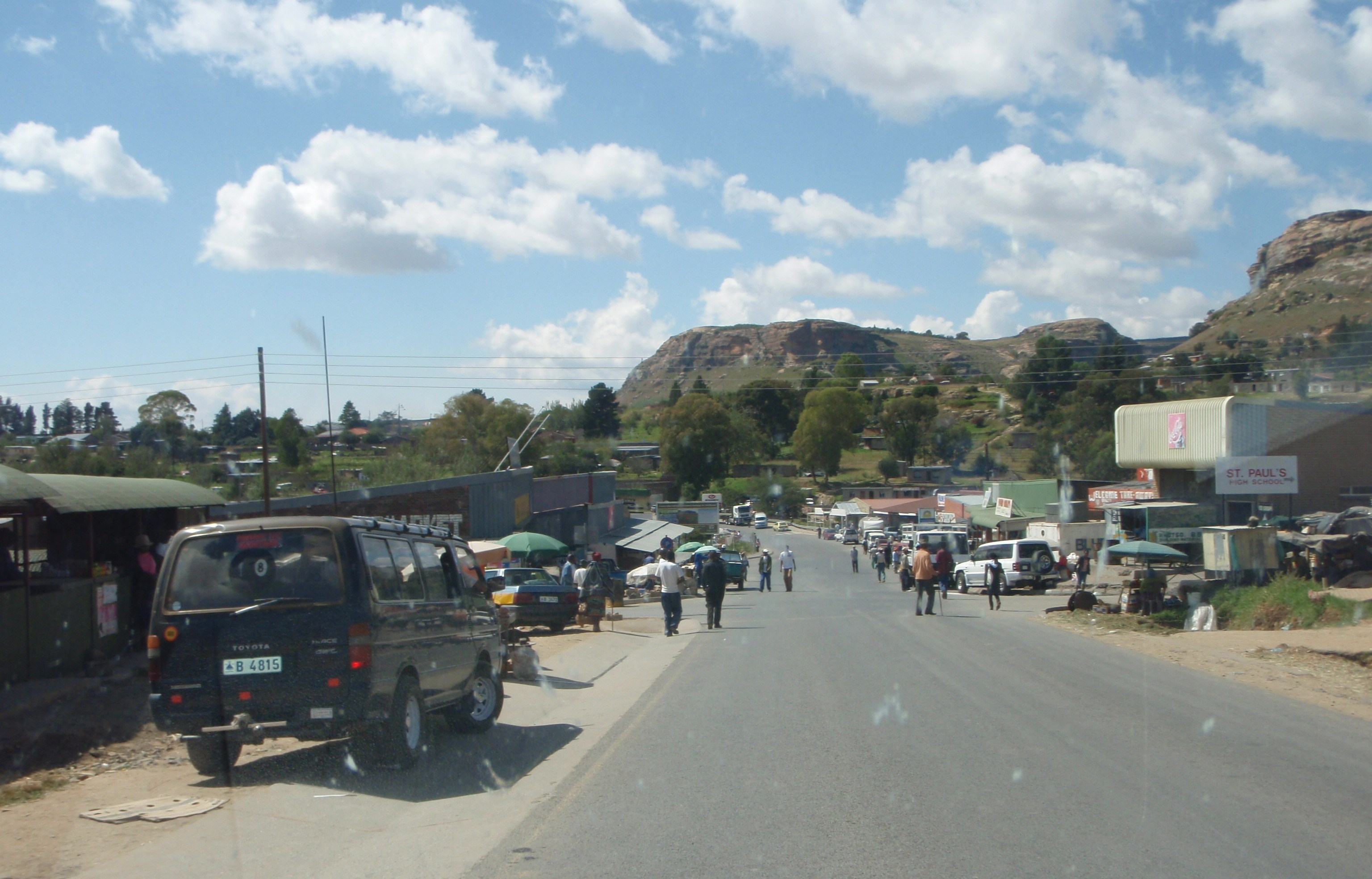
Hauptstraße in Butha-Buthe

Butha-Buthe (auch Botha-Bothe) ist die Hauptstadt des Distrikts Butha-Buthe im Norden Lesothos.

## Geschichte
Die Stadt wurde 1884 gegründet. Ihren Namen verdankt die Stadt dem nördlich gelegenen Butha-Buthe-Berg. Butha-Buthe stammt aus dem Sesotho und bedeutet Ort des Niederlegens. Der Butha-Buthe-Berg wurde bis 1824 von König Moshoeshoe I. als Festung während des Krieges mit Zulukönig Shaka benutzt. 2016 hatte die Stadt 35.108 Einwohner.

## Infrastruktur
Heute ist Butha-Buthe ein regionales Zentrum mit Einkaufsmöglichkeiten, Märkten, Tankstellen, Banken und Krankenhaus.

### Verkehr
Butha-Buthe liegt am Nordende der North One, der von der Hauptstadt Maseru ausgehenden wichtigsten Straßenverbindung in den Norden des Landes. Der Ort gilt ferner als Ausgangspunkt für die Passstraße nach Oxbow (mit Skigebiet), Mokhotlong und dem Sanipass.

### Religionen
Neben einigen Kirchen weist Butha-Buthe die einzige Moschee Lesothos auf.